# Halterofilismo nos Jogos Olímpicos de Verão da Juventude de 2014 - Até 58 kg feminino
As provas de halterofilismo na categoria até 58 kg para moças nos Jogos Olímpicos de Verão da Juventude de 2014 decorreram a 19 de agosto de 2014 no Centro Internacional de Exposições de Nanquim, na China. Nien-Hsin Chiang, de Taipe Chinês, foi a campeã, Anastasiia Petrova, da Rússia, conquistou a medalha de prata, enquanto a argentina Sasha Nievas ficou com o bronze.

## Medalhistas
| Ouro   | TPE Nien-Hsin Chiang   |
| Prata  | RUS Anastasiia Petrova |
| Bronze | ARG Sasha Nieva        |

## Resultados
| Pos.              | Nome                       | Peso corporal | Arranque (kg) | Arranque (kg) | Arranque (kg) | Arranque (kg) | Arremesso (kg) | Arremesso (kg) | Arremesso (kg) | Arremesso (kg) | Total (kg) |
| Pos.              | Nome                       | Peso corporal | 1             | 2             | 3             | Res.          | 1              | 2              | 3              | Res.           | Total (kg) |
| ----------------- | -------------------------- | ------------- | ------------- | ------------- | ------------- | ------------- | -------------- | -------------- | -------------- | -------------- | ---------- |
| Medalha de ouro   | TPE Chiang Nien-hsin       | 57,61         | 80            | 85            | 88            | 88            | 107            | 111            | 115            | 115            | 203        |
| Medalha de prata  | RUS Anastasia Petrova      | 57,60         | 80            | 85            | 90            | 85            | 100            | 105            | 110            | 110            | 195        |
| Medalha de bronze | ARG Sasha Nievas           | 57,02         | 75            | 75            | 78            | 78            | 95             | 100            | 102            | 100            | 178        |
| 4                 | INA Acchedya Jagaddhita    | 57,41         | 73            | 76            | 79            | 79            | 92             | 96             | 97             | 92             | 171        |
| 5                 | KAZ Altynay Damen          | 57,05         | 68            | 73            | 73            | 68            | 85             | 90             | 93             | 93             | 161        |
| 6                 | IND Sagolsem Thasana Chanu | 57,91         | 70            | 70            | 74            | 70            | 85             | 85             | 90             | 90             | 160        |
| 7                 | ALG Maryem Benmiloud       | 57,67         | 57            | 63            | 66            | 66            | 78             | 82             | 83             | 82             | 148        |
| 8                 | MAR Youssra Karim          | 56,23         | 50            | 54            | 56            | 56            | 70             | 74             | 77             | 74             | 130        |
| 9                 | SEY Romentha Larue         | 57,43         | 53            | 53            | 55            | 55            | 65             | 70             | 70             | 65             | 120        |
| 10                | BUL Vanya Luhova           | 56,23         | 74            | 74            | 74            | ---           | ---            | ---            | ---            | ---            | ---        |